# Phenax microphyllus
Phenax microphyllus är en nässelväxtart som beskrevs av Ignatz Urban. Phenax microphyllus ingår i släktet Phenax och familjen nässelväxter. Inga underarter finns listade i Catalogue of Life.